# Ploča Sunda
Ploča Sunda je mala tektonska ploča na ekvatoru na istočnoj polutci na kojoj se nalazi većina jugoistočne Azije.
Ploča Sunda se prije smatrala dijelom Euroazijske ploče, ali su GPS mjerenja potvrdila njezino neovisno kretanje brzinom 10. mm/god prema istoku u odnosu na Euroaziju.

## Rasprostiranje
Ploča Sunda uključuje Južno kinesko more, Andamansko more, južne dijelove Vijetnama i Tajlanda zajedno s Malezijom i otocima Borneom, Sumatrom, Javom i dijelom Sulawesija u Indoneziji, te jugozapadne filipinske otoke Palawan i otočje Sulu.
Ploča Sunda je na istoku omeđena filipinskim mobilnim pojasom, zonom sudara Molučkog mora, Molučkom pločom, pločom Bandskog mora i Timorskom pločom; na jugu i zapadu Australskom pločom; a na sjeveru Burmanska ploča, Euroazijska ploča i ploča Yangtze. Indo-australska ploča subducira ispod Sundske ploče duž Javanske brazde, što uzrokuje česte potrese.
Istočne, južne i zapadne granice Sundske ploče su tektonski složene i seizmički aktivne. Samo je sjeverna granica relativno mirna.